# Река Харькова
Река Харько́ва — водоток в Селемджинском районе Амурской области России, правый приток Селиткана.
Длина — 15 км. Исток — на южном склоне Селемджинского хребта.
Система водного объекта: Селиткан → Селемджа → Зея → Амур → Охотское море.

## Название
Названа в честь Виктора Тимофеевича Харькова — старшего топографа топографического подразделения Нижне-Амурской экспедиции. Отряд был застигнут в тайге пожаром, путь спасения проходил по реке Селиткан. Сам Харьков трагически погиб, спасая материалы экспедиции. События описаны в повести Г. А. Федосеева «Поиск».

## Данные водного реестра
По данным государственного водного реестра России относится к Амурскому бассейновому округу, речной бассейн реки — Амур, речной подбассейн реки — Зея,
водохозяйственный участок реки — Селемджа.
Код объекта в государственном водном реестре — 20030400312118100034852.